# Salat (islam)

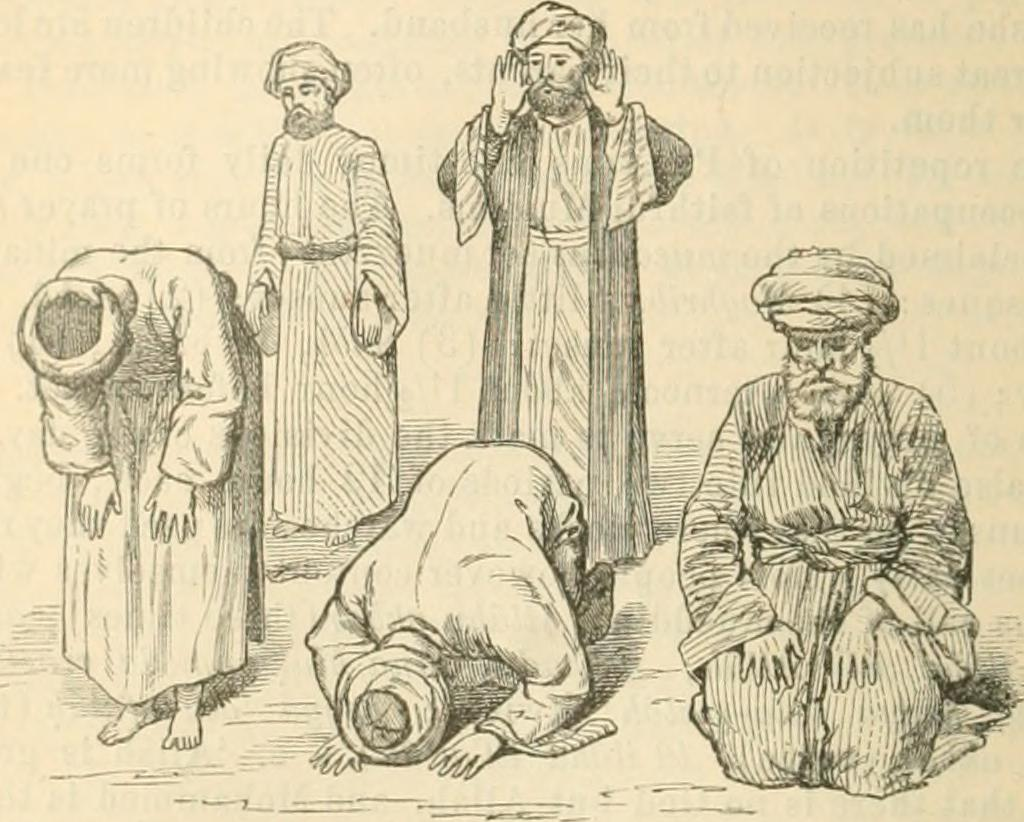
Verschillende voorgeschreven bewegingen van een moslimgebed

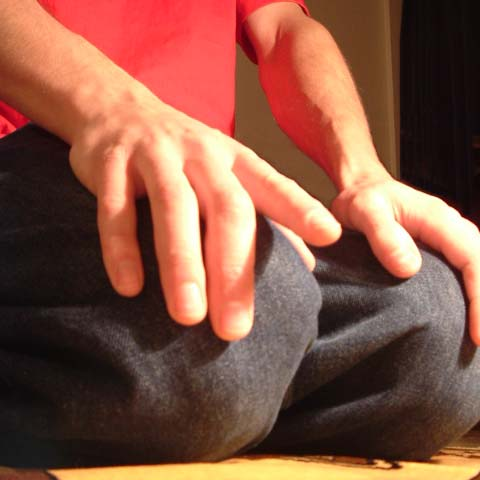
Het geloof in één God tijdens de salat in de eerste tashahhud

De salat of salah (Arabisch: الصّلاة, as-salah) is het rituele gebed binnen de islam. Het is een van de vijf zuilen van de islam en dus verplicht. Moslims zijn verplicht vijf keer per dag de salat te verrichten, volgens een Hadith door God aan Mohammed gegeven tijdens de Nachtreis. De Koran schrijft de salat voor aan de gelovigen in verschillende ayaat. Daarnaast wordt de salat 21 keer genoemd in combinatie met de zakat. Vóór elke salat moet een moslim zich ritueel wassen, dit heet woedoe. Echtgenoten verrichten de salat traditioneel elk afzonderlijk.
Salat komt niet geheel overeen met de westerse betekenis van het woord gebed. De salat is bedoeld om God te eren en te danken.
Volgens de Koran was de salat al eerder voorgeschreven aan de joden (soera De Koe 43, 83, soera De Tafel 12 en soera Jonas 87), aan de profeten Musa (soera Ta Ha 14) en Isa (soera Maria 31), maar de latere geslachten lieten de salat verloren gaan (soera Maria 59). Ook Ibrahim vraagt zijn nakomelingen in soera Abraham 37 de salat te verrichten.

## Tijden

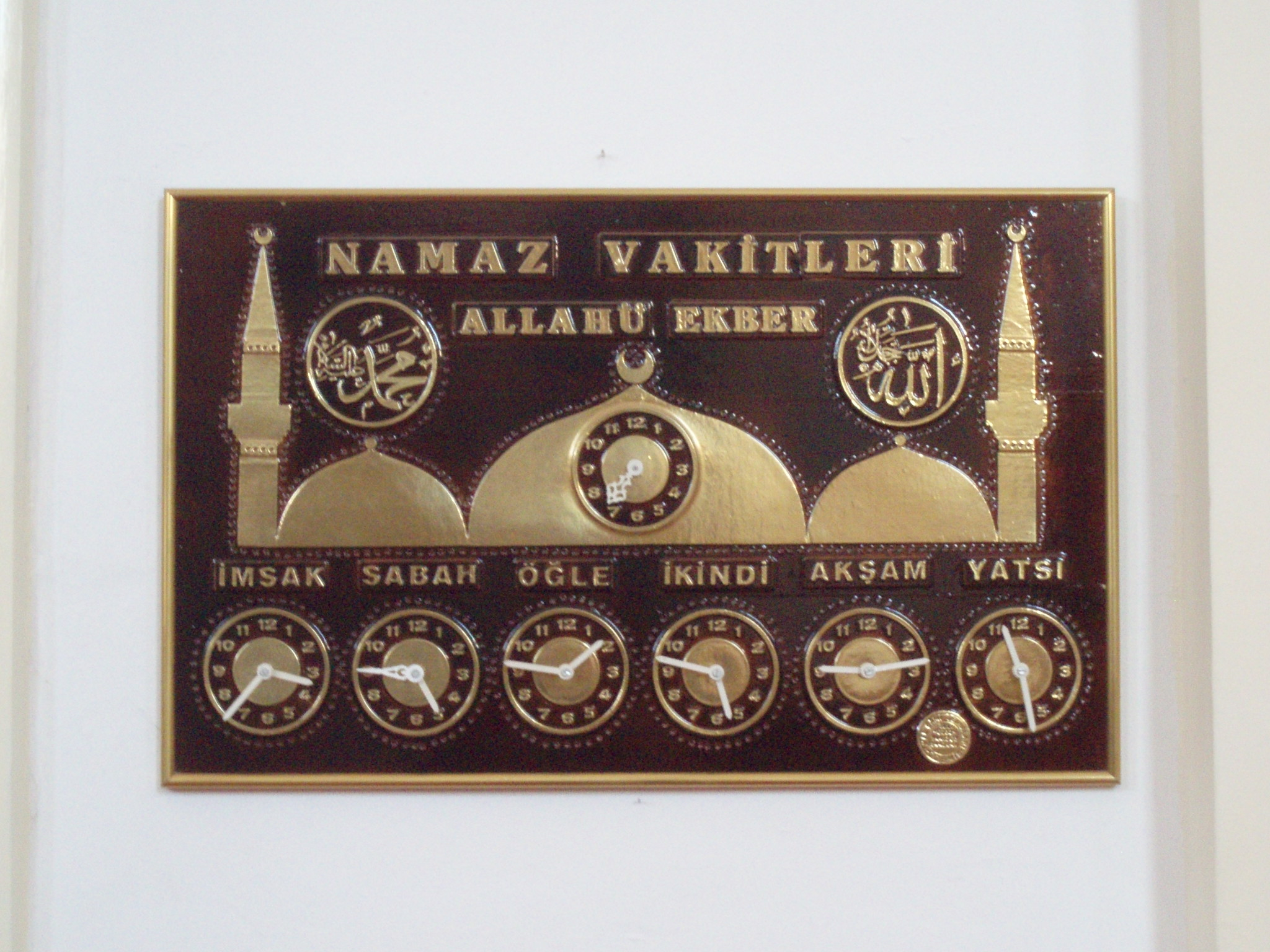
De vijf tijden en zonsopkomst (sabah) aangegeven in een Turkse moskee

Voor de salat zijn vaste tijdvakken vastgesteld, gebaseerd op de positie van de zon (zonsopgang, hoogste punt en dergelijke). Deze tijden staan in elke moskee aangegeven op een bord zoals op de foto rechts. De Koran spreekt in soera De Vrouwen 103 over een niet nader gespecificeerd naar tijd bepaald voorschrift. Hierdoor variëren de gebedstijden per plaats. Vanaf de minaret bij de moskee roept de muezzin op tot het gebed met de woorden: haja ilal-salah, wat Arabisch is voor kom tot het gebed. Hij spreekt bij deze oproep (azan) ook de sjahada uit.
Door verschillende interpretaties zijn er ook verschillen tussen onder andere de tijden van de verschillende madhahib. Zo wijkt de tijd van asr van de hanafieten af van de andere drie madhhabs; de hanafieten verrichten deze als de schaduw van een rechtopstaande stok gelijk is aan de middagschaduw vermeerderd met de dubbele lengte van de stok, terwijl de andere drie asr verrichten als de middagschaduw is vermeerderd met de enkele lengte van de stok. Als bijvoorbeeld de middagschaduw van een stok van 1 meter een halve meter is, dan verrichten hanafieten asr als de schaduwlengte 2.5 meter is terwijl de drie andere madhabs dit doen als de schaduwlengte 1.5 meter is. Daarnaast zou voor de hanafieten de juiste mate van donkerte voor isha boven de 48-ste breedtegraad niet bereikt worden, waardoor zij in de zomer deze salat samen met maghrib-salat verrichten. Volgens de Diyanet kan de isha dan uitgevoerd worden na een vaste tijd (afhankelijk van de dichtstbijzijnde locatie onder de 48-ste breedtegraad op dezelfde lengtegraad) na de maghrib.

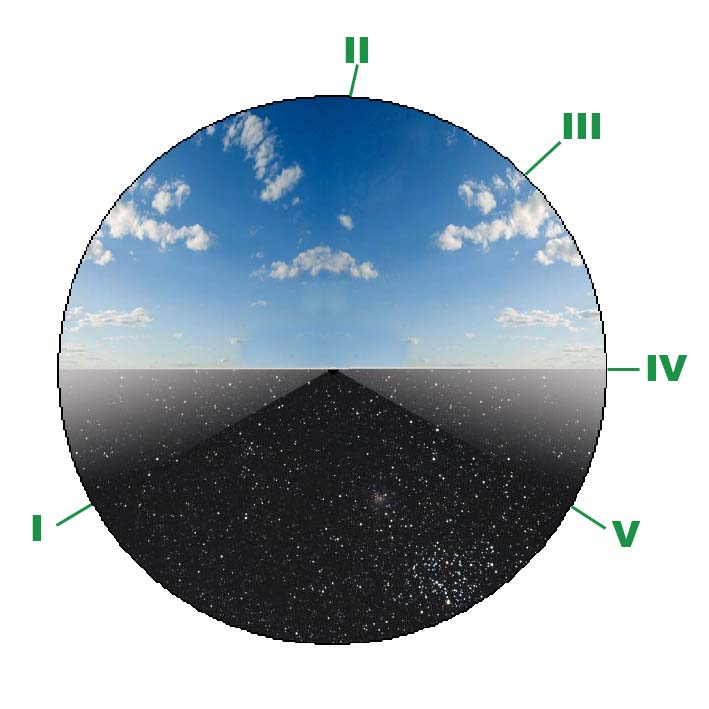
De vijf tijden van de salat, afgestemd op lichtgradatie

Volgens de Koran dient de salat verricht te worden op de twee einden van de dag (soera Hud 114, soera De Donder 15, soera Ta Ha 130) en bij het ondergaan van de zon en de dageraad (soera De Nachtreis 78. Soera De Koe 238 roept op de salats in acht te nemen en de middelste.
De namen van de vijf dagelijkse gebeden (en tevens van de tijdstippen) zijn:
I Fajr (dageraad)
II Dhuhr (middag, net na het hoogste punt van de zon)
III Asr (namiddag)
IV Maghrib (zonsondergang of avond)
V Isha (nacht)

## Groep of alleen

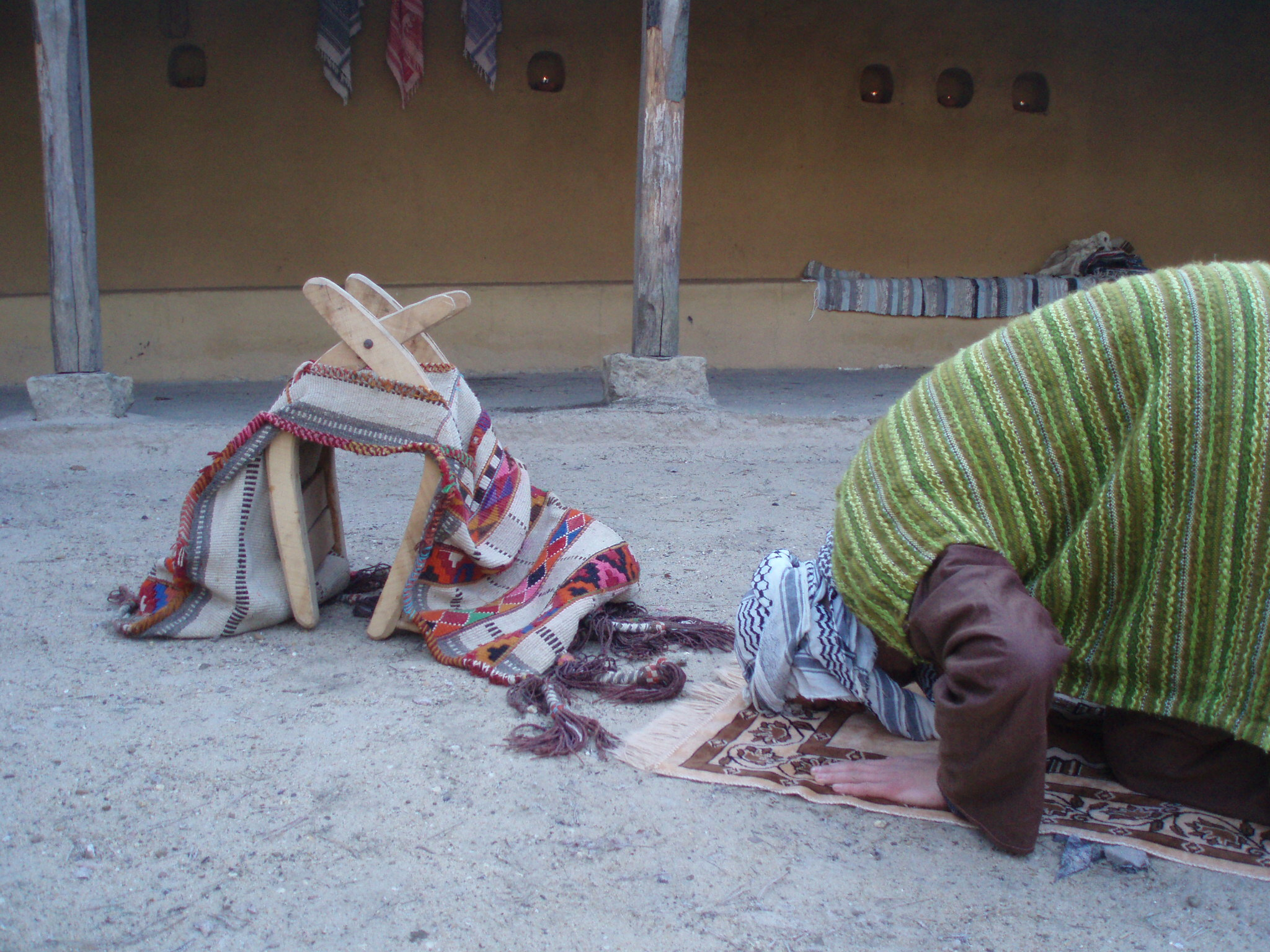
Het gebed met als sutrah een zadel voor een dromedaris

Het gebed kan alleen of in een groep gedaan worden. Als men in een groep de salat verricht, treedt één persoon op als imam, dat wil zeggen "hij (of zij) die leidt, voorgaat". Het gebed start met de iqamah die zo mogelijk door een tweede persoon verricht wordt. De groep volgt dan de handelingen van de imam. De groep mag hem of haar niet voor zijn in de handelingen, tegelijkertijd mag in sommige gevallen wel.
Indien men het gebed alleen verricht of als men imam is, wordt een 'sutrah' aanbevolen, een object tussen degene die bidt en tussen anderen. Het zou gaan om een afstand van 3 el (69 cm) tussen diegene die bidt en de sutrah. Degene die tussen de sutrah en de biddende passeert, zou volgens de overlevering een duivel met zich meedragen. De sutrah kan in de moskee een pilaar of iemand die op de grond zit zijn. Mohammed zou zo als sutrah een rijdier, een boom, een zadel en het bed waarop Aïsha lag te slapen hebben gebruikt.
Op vrijdag zijn alle mannelijke moslims verplicht het middaggebed (salat al-djuma) in de (vrijdag-)moskee te doen. Ook op feestdagen (Eid-ul Fitr en Eid-ul Adha) is het gebruikelijk speciale salats te verrichten, meestal in zeer grote groepen.

## Volgorde van het gebed

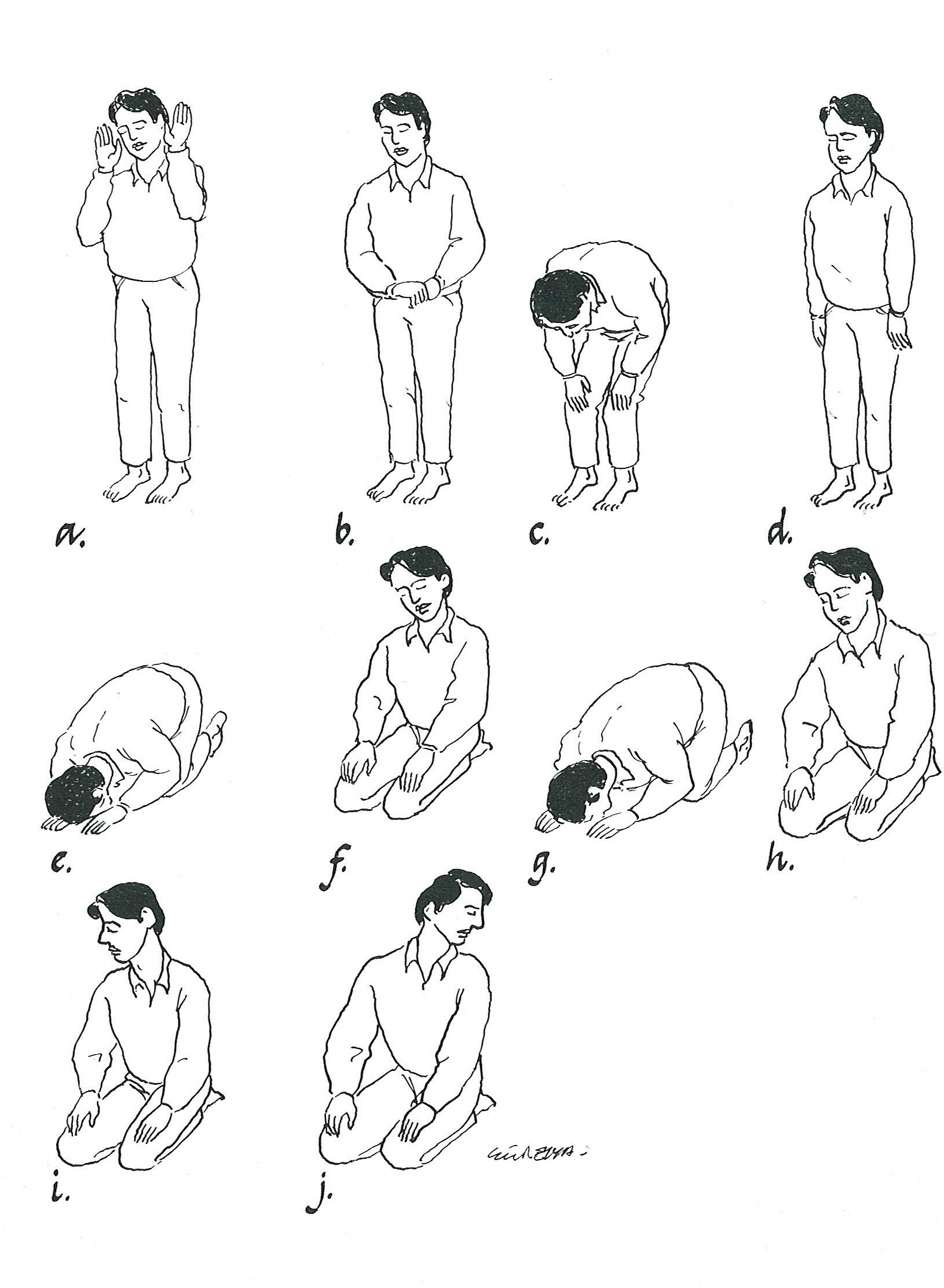
Salat voorschriften

De salat heeft een bepaalde volgorde. Kleine handelingen verschillen per madhhab, maar deze verschillen zijn niet noemenswaardig. Slechts een geoefend oog merkt deze verschillen op. De salat wordt in het Arabisch verricht, hoewel in het begin voor bekeerlingen een uitzondering wordt gemaakt.
Een weinig gedetailleerde volgorde van handelingen is als volgt:
1. Intentie (welk gebed wordt verricht en uit hoeveel raka'at bestaat het)
2. Takbier (men heft de handen en zegt: Allahoe akbar, God is de grootste)
3. Openingssmeekbede
Dan volgt een raka'ah. Een raka'ah bestaat uit:

4. Recitatie van soera De Opening
5. Recitatie van een aantal andere ayat of een andere soera, bijvoorbeeld soera De Mensheid
6. Buigen (rukoo' genaamd)
7. Rechtop staan na het buigen
8. Nederwerping (sudjud genaamd, men raakt de grond met de handpalmen, de knieën, de voeten en het gezicht; neus en voorhoofd)
9. Omhoog komen vanuit de nederwerping
10. De tweede nederwerping
Men gaat staan en verricht:

11. De tweede raka'ah
12. De eerste tashahhud (hier getuigt men onder andere dat er geen god is, behalve Allah en dat Mohammed zijn Profeet is, de shahadah)
Hierna verricht men zo nodig de derde en zo nodig ook de vierde raka'ah

13. De tweede tashahhud (hierin vraagt men God genade, zegeningen en eer aan Mohammed, zijn familie en zijn volgelingen te geven)
14. Het groeten (tasliem genaamd, men groet de engelen rechts en links naast zich met de woorden As-salaamoe 'alaykum wa rahmatoe Allaah, wat betekent Vrede zij met jou en de genade van God)